# Festival Internacional de Cinema de Berlim 1957
A 7ª edição anual do Festival Internacional de Cinema de Berlim foi realizado entre os dias 21 de junho a 2 de julho de 1957. A Federação Internacional de Críticos de Cinema concedeu o Prêmio FIPRESCI pela primeira vez no festival deste ano. O Urso de Ouro foi concedido ao filme norte-americano 12 Angry Men, dirigido por Sidney Lumet.

## Júri
As seguintes pessoas foram anunciados como jurados do festival:
- Jay Carmody (chefe do júri)
- Jean de Baroncelli
- John Sutro
- Dalpathal Kothari
- Fernaldo Di Giammatteo
- Bunzaburo Hayashi
- Miguel Alemán hijo
- Thorsten Eklann
- José María Escudero
- Edmund Luft
- Ernst Schröder

## Filmes em competição
Os seguintes filmes competiram pelos prêmios Urso de Ouro e Urso de Prata:
| † | Vencedor do prêmio principal de melhor filme em sua seção |
| Título                             | Diretor(es)          | País           |
| ---------------------------------- | -------------------- | -------------- |
| 12 Angry Men                       | Sidney Lumet         | Estados Unidos |
| 1918                               | T. J. Särkkä         | Finlândia      |
| Amanecer en Puerta Oscura          | José María Forqué    | Espanha        |
| Arashi                             | Hiroshi Inagaki      | Japão          |
| Brahim                             | Jean Flechet         | França         |
| Die Letzten werden die Ersten sein | Rolf Hansen          | Alemanha       |
| El fatawa                          | Salah Abu Seif       | Egito          |
| El hombre señalado                 | Francis Lauric       | Argentina      |
| Felicidad                          | Alfonso Corona Blake | México         |
| Hang Tuah                          | Phani Majumdar       | Malásia        |
| Ingen tid til kærtegn              | Annelise Hovmand     | Dinamarca      |
| Jonas                              | Ottomar Domnick      | Alemanha       |
| 1000 Kleine Zeichen                | Herbert Seggelke     | Alemanha       |
| Secrets Of Life                    | James Algar          | Estados Unidos |
| Kabuliwala                         | Tapan Sinha          | Índia          |
| L'homme à l'imperméable            | Julien Duvivier      | França         |
| La finestra sul Luna Park          | Luigi Comencini      | Itália         |
| Les aventures d'Arsène Lupin       | Jacques Becker       | França         |
| Manuela                            | Guy Hamilton         | Reino Unido    |
| Nije bilo uzalud                   | Nikola Tanhofer      | Croácia        |
| Padri e figli                      | Mario Monicelli      | Itália         |
| Protevousianikes peripeteies       | Yannis Petropoulakis | Grécia         |
| Sait-on jamais...                  | Roger Vadim          | França         |
| Sista paret ut                     | Alf Sjöberg          | Suécia         |
| Stevnemøte med glemte år           | Jon Lennart Mjøen    | Noruega        |
| The Spanish Gardener               | Philip Leacock       | Reino Unido    |
| The Teahouse of the August Moon    | Daniel Mann          | Estados Unidos |
| The Wayward Bus                    | Victor Vicas         | Rússia         |
| Tizoc                              | Ismael Rodríguez     | México         |
| Wang hun gu                        | Chun Yen             | China          |
| Woman in a Dressing Gown           | J. Lee Thompson      | Reino Unido    |

## Prêmios
Os seguintes prêmios foram concedidos pelo Júri:
- Urso de Ouro: 12 Angry Men por Sidney Lumet
- Urso de Prata de Melhor Diretor: Mario Monicelli por Padri e figli
- Urso de Prata de Melhor Atriz: Yvonne Mitchell por Woman in a Dressing Gown
- Urso de Prata de Melhor Ator: Pedro Infante por Tizoc
- Prêmio Extraordinário do Urso de Prata do Júri: Amanecer en Puerta Oscura por José María Forqué
- Prémio Extraordinário do Urso de Prata do Júri: Kabuliwala por Tapan Sinha
- Prêmio FIPRESCI
  - Woman in a Dressing Gown por J. Lee Thompson
  - Menção Honrosa: Be Dear to Me por Annelise Hovmand
- Prêmio OCIC
  - 12 Angry Men por Sidney Lumet
  - Menção Especial: Woman in a Dressing Gown por J. Lee Thompson